# Kościół św. Rafała Kalinowskiego w Mrągowie
Kościół pod wezwaniem św. Rafała Kalinowskiego w Mrągowie – jeden z kościołów rzymskokatolickich w mieście.

## Historia
Parafia św. Rafała Kalinowskiego została erygowana w dniu 1 lipca 1990 roku. Świątynia została wybudowana przez pierwszego proboszcza parafii, księdza Mieczysława Tereszewskiego. Wykonawcą była firma Ekomelbud z Mrągowa. W dniu 19 października 1990 roku rozpoczęto budowę kościoła. W dniu 18 listopada 1990 został poświęcony kamień węgielny. W dniu 5 kwietnia 1994 roku zakończono konstrukcję więźby dachowej kościoła. W dniu 20 listopada 1998 roku, w uroczystość św. Rafała Kalinowskiego, budowla została konsekrowana. Projektantem świątyni jest białostocki architekt, Antoni Makarewicz.